# E sottolineo se
E sottolineo se, uscito nel 2013, è il quinto album di Zibba e Almalibre; non è come i precedenti un album di inediti ma è un omaggio al paroliere genovese Giorgio Calabrese.
I brani ripresi e reinterpretati sono 10, tra questi E se domani portato al successo da Mina, Il disertore cantato da Ivano Fossati e Senza Parole già interpretato da Gino Paoli.

## Tracce
1. Diano Marina
2. E Se Domani
3. Il Disertore
4. Ciao ti Dirò
5. Senza Parole
6. Balla chi Balla
7. I Sing "Ammore"
8. Pioggia di Marzo
9. Se ci Sei
10. O Frigideiro

## Formazione
- Zibba - voce, chitarra
- Andrea Balestrieri - batteria
- Stefano Ronchi - chitarre
- Stefano Cecchi - basso
- Stefano Riggi - sassofono

### Ospiti e collaboratori
- Caldero - percussioni
- Marco Ferrando - hammond